# The Whale
Pour plus de détails, voir Fiche technique et Distribution.
The Whale, ou La Baleine au Québec, est un film américain réalisé par Darren Aronofsky, sorti en 2022. Il s'agit de l'adaptation de la pièce de théâtre homonyme de Samuel D. Hunter (2012),.
Le film suit Charlie, atteint d'obésité et pesant 272 kilos, qui essaie de renouer avec sa fille de dix-sept ans. Ils se sont séparés, depuis que le père a abandonné sa famille pour son amant. Depuis la mort de ce dernier, Charlie souffre du syndrome d'hyperphagie incontrôlée en raison de son état dépressif.
Il est présenté en avant-première à la Mostra de Venise 2022, en sélection officielle. Le film a eu une sortie limitée en salles aux États-Unis le 9 décembre, avant une large sortie le 21 décembre par A24, rapportant 57,6 millions de dollars pour un budget de 3 millions de dollars.
Ce film a permis à l’acteur Brendan Fraser de retrouver sa popularité et de remporter l’Oscar du meilleur acteur.

## Synopsis
Charlie, professeur d'anglais à l'université, donne un cours par visioconférence à ses étudiants, mais se cache en prétendant que sa webcam ne fonctionne pas. Charlie souffre d'obésité morbide, pesant environ 270 kg, ayant sombré dans la boulimie après avoir traversé un drame personnel. Un jour, en proie à des douleurs thoraciques intenses, il commence à lire un essai sur Moby Dick avant qu'un missionnaire, Thomas, ne sonne à sa porte pour lui parler de religion. Charlie demande à Thomas de lui lire l'essai, qu'il souhaite entendre avant de mourir. Liz, l'infirmière et seule amie de Charlie, arrive et chasse Thomas, méprisant son église, et supplie Charlie d'aller à l'hôpital en raison de son risque élevé d'insuffisance cardiaque, mais ce dernier refuse car il n'a pas d'assurance maladie.
Charlie commande régulièrement des pizzas à Gambino's, interagissant à peine avec le livreur, Dan. Un jour, Charlie reçoit la visite de sa fille Ellie, avec qui il est en froid depuis qu'il a quitté sa mère Mary alors qu'Ellie avait huit ans pour vivre une relation avec un étudiant, Alan. Ellie est amère, mais Charlie lui propose de lui donner tout son argent s'ils passent du temps ensemble. Il l'aide également avec ses devoirs, bien qu'elle soit une élève difficile. Liz désapprouve la présence d'Ellie et s'inquiète pour Charlie.
Thomas revient chez Charlie, l'aidant à récupérer une clé qu'il a fait tomber. Liz parle avec Thomas à l'extérieur et révèle que son père adoptif était le pasteur de l'église de Thomas et qu'Alan était son frère. Alan, se sentant coupable d'être gay, s'est suicidé, plongeant Charlie dans une spirale de boulimie et de dépression. Malgré cela, Thomas reste convaincu qu'il doit apporter la parole de Dieu à Charlie. Après le départ de Thomas, Liz donne un sandwich à Charlie, qui s'étouffe en le mangeant, mais elle parvient à le sauver.
Ellie continue de rendre visite à Charlie, mais reste distante. Lors d'une autre visite, elle drogue Charlie avec un somnifère et fume du cannabis avec Thomas, tout en lui faisant avouer qu'il a volé de l'argent à son église avant de fuir. Ellie enregistre cette confession et envoie la vidéo à la famille de Thomas. À sa grande surprise, celui-ci est pardonné et invité à revenir chez eux : il voit cela comme un signe, mais Charlie rejette sa tentative de conversion.
Liz amène Mary chez Charlie après avoir appris qu'Ellie lui rendait visite. Ellie révèle que Charlie lui a offert de l'argent, mais Liz, ignorant qu'il avait économisé pour sa fille, se met en colère, pensant qu'il aurait dû utiliser cet argent pour se soigner. Charlie et Mary discutent de leur passé et des souvenirs de leur vie de famille, tandis que Charlie cherche à savoir s'il a réussi quelque chose dans sa vie.
Charlie commande une dernière fois une pizza et, pour la première fois, sort la récupérer lui-même, ce qui choque le livreur. Après cela, il se laisse aller à une crise de boulimie, suivie de vomissements. Il envoie ensuite un courriel à ses étudiants, leur disant de ne plus suivre les consignes de rédaction et d'écrire honnêtement. Lors de son dernier cours, il lit certains de leurs travaux, affirmant que leurs pensées sont plus importantes que le cours lui-même, avant d'activer sa webcam pour montrer son apparence. Il termine en jetant son ordinateur contre le réfrigérateur, le détruisant.
Liz revient, sachant que Charlie est proche de la mort. Quand Ellie arrive, Liz décide d'attendre en bas. Ellie est en colère car Charlie a échangé son essai, ce qui lui a fait échouer. Il est révélé que l'essai sur Moby Dick qu'il a demandé à Thomas de lire était un texte qu'Ellie avait écrit en quatrième. Charlie, la qualifiant de parfaite, lui demande de lire cet essai à haute voix. Alors qu'elle lit en pleurant, Charlie se lève et marche vers elle sans son déambulateur, comme elle l'avait mis au défi de le faire. Charlie semble alors mourir, son esprit s'élevant vers le ciel. Ses dernières pensées sont un souvenir de lui, Ellie, et Mary à la plage.

## Fiche technique
Sauf indication contraire, les informations mentionnées dans cette section peuvent être confirmées par la base de données cinématographiques IMDb,  présente dans la section « Liens externes ».
- Titre original : The Whale
- Titre québécois : La Baleine
- Réalisation : Darren Aronofsky
- Scénario : Samuel D. Hunter, d'après sa pièce homonyme[1]
- Musique : Rob Simonsen
- Direction artistique : Jurasama Arunchai
- Décors : Lisa Scoppa
- Costumes : Dany Glicker
- Photographie : Matthew Libatique
- Montage : Andrew Weisblum
- Production : Darren Aronofsky
- Sociétés de production : Protozoa Pictures et A24
- Société de distribution : A24 Films
- Budget : 3 000 000 USD
- Pays de production : États-Unis
- Langue originale : anglais
- Genre : drame
- Durée : 117 minutes
- Format : 4:3
- Dates de sortie :
  - Italie : 4 septembre 2022 (Mostra de Venise)
  - États-Unis : 9 décembre 2022
  - France : 8 mars 2023
- Classification :
  - États-Unis : R

## Distribution
Sauf indication contraire, les informations mentionnées dans cette section peuvent être confirmées par la base de données cinématographiques IMDb,  présente dans la section « Liens externes ».
- Brendan Fraser (VF : Xavier Fagnon ; VQ : Daniel Picard) : Charlie
- Sadie Sink (VF : Élia-Carmine Robbe ; VQ : Marguerite D'Amour) : Ellie
  - Jacey Sink : Ellie jeune
- Hong Chau (VF : Julie Turin ; VQ : Annie Girard) : Liz
- Samantha Morton (VF : Carole Bianic ; VQ : Manon Arsenault) : Mary
- Ty Simpkins (VF : Antoine Ferey ; VQ : Sébastien René) : Thomas
- Sathya Sridharan (VF : Tom Hygreck ; VQ : Iannicko N'Doua-Légaré) : Dan, l'homme à la pizza

 Source et légende : version française (VF) sur RS Doublage et carton de doublage français.

## Production

### Genèse et développement
Darren Aronofsky a déclaré qu'il avait essayé d'obtenir une adaptation en film de la pièce The Whale de Samuel D. Hunter, a duré plus d'une décennie, mais n'a pas pu le faire parce qu'il a eu du mal à trouver le bon acteur pour incarner Charlie. Après avoir vu des parties de la performance de Brendan Fraser dans une bande-annonce de Voyage jusqu'au bout de la nuit, il a décidé que Fraser pourrait être un bon choix.
La pièce originale a été jouée en 2009. Cependant, le cadre a été mis à jour en 2016 dans le film. C'était parce que Hunter voulait montrer que les événements étaient avant un "changement sismique" majeur, et cela indiquerait clairement que les événements de la pièce étaient avant la pandémie de COVID-19. Dans le film, la télévision montre le déroulement des primaires présidentielles du Parti républicain de 2016. Dans la pièce originale, Thomas, un missionnaire chrétien évangélique, est plutôt un missionnaire mormon. Le personnage de Liz, dans la pièce originale et dans le scénario, n'avait pas son origine ethnique ou sa race spécifiée. L'actrice choisie pour incarner Liz, Hong Chau, est d'origine asiatique. Le scénario final précise que Liz a été adoptée comme un moyen d'accommoder le casting de Chau ; ce n'était pas dans les révisions initiales du scénario. Chau a fait valoir que Liz devrait avoir un look négligé et être tatouée, aspects qui ont été incorporés dans le personnage.
Le 11 janvier 2021, A24 annonce avoir acheté les droits internationaux de The Whale, pour l'adapter au grand écran avec Darren Aronofsky en tant que réalisateur et l'acteur Brendan Fraser dans le rôle principal,,. En février, Hong Chau, Sadie Sink et Samantha Morton sont engagées. En mars, Ty Simpkins est également embauché.
À un moment donné, le film était sur le point de mettre en vedette James Corden avec Tom Ford en direction, mais Ford est parti en raison de différences créatives. George Clooney a également brièvement envisagé de réaliser le film, mais a finalement refusé.

### Tournage
Le tournage débute le 8 mars 2021. Il a lieu à Newburgh dans l'État de New York, le 7 avril 2021,. Le film a été tourné en format 4:3. La post-production a commencé plus tard en avril.
Pour le rôle, Fraser a passé quatre heures par jour à se faire doter de prothèses pesant jusqu'à 300 livres (136 kg). Il a également consulté l'Obesity Action Coalition et a travaillé avec un instructeur de danse pendant des mois avant le début du tournage afin de déterminer comment son personnage se déplacerait avec l'excès de poids.
Hunter a déclaré que c'est au spectateur d'interpréter si Charlie marche réellement dans la scène finale et Fraser a fait valoir que Charlie est enfin "libéré". Sink a déclaré que son personnage est émotionnellement traumatisé et que Charlie est capable de regarder à travers une façade qu'Ellie met en place comme une barrière entre elle et son père.

## Accueil

### Accueil critique
Dans le monde anglo-saxon, The Whale reçoit de la part de l'agrégateur Rotten Tomatoes la note de 65 % pour un total de 326 critiques. Le site Metacritic donne quant à lui la note de 67⁄100 pour un total de 57 critiques.
The Whale a reçu des commentaires positifs au Festival international du film de Toronto, avec des éloges particuliers pour les performances de Fraser, Chau et Sink. Lorsque le film a eu une sortie limitée en salles, Variety a rapporté que les critiques "ont été polarisantes, d'autres [que la critique de Variety] critiquant la représentation du film des gros". RogerEbert.com a fait l'éloge de la direction d'Aronofsky et de la performance de Fraser, écrivant que l'histoire est l'un des différents niveaux de chagrin et de malentendu humain et Aronofsky et Fraser ont pris des risques substantiels, au nom d'une empathie insistante. The Telegraph lui a donné cinq étoiles parfaits, en écrivant : "Fraser scelle son retour dans un film sensationnel de rare compassion."
En France, le site Allociné propose une moyenne de 3,2⁄5, fondée sur l'interprétation de 25 critiques de presse.

### Box-office
The Whale a rapporté 17,4 millions de dollars aux États-Unis et au Canada, et 39,5 millions de dollars dans d'autres territoires, pour un total mondial de 57,6 millions de dollars.
Après plusieurs semaines de sortie limitée, le film a rapporté 1 million de dollars lors de son troisième week-end (s'étendant de six salles à 603) et un total de 1,6 million de dollars sur le cadre de Noël de quatre jours, puis 1,4 million de dollars lors de son quatrième week-end. Il s'est ensuite étendu à 1 500 salles au cours de la sixième semaine de sa diffusion en salles et a dépassé 11 millions de dollars au niveau national, brisant quelque peu la tendance perçue en cours selon laquelle le grand public perdait tout intérêt pour les films de prestige dans un environnement de cinéma modifié par la pandémie de COVID-19. Ces résultats ont été attribués aux éloges et aux récompenses pour la performance de Fraser.
Pour son premier jour d'exploitation en France, The Whale a réalisé 7 184 entrées, dont 321 en avant-première, pour un total de 719 séances proposées. En comptant pour ce premier jour les avant-premières, le film se positionne en troisième place du box-office des nouveautés pour sa journée de démarrage, derrière Scream VI (76 914) et devant The Host (3 627).
Au bout d'une première semaine d’exploitation dans les salles françaises, le long-métrage totalise 65 064 entrées, pour un total de 4 940 séances proposées. Le long-métrage, si on ne considère pas les avant-premières, est en onzième position du box-office hebdomadaire, derrière Les choses simples (73 574) et devant Empire of light (63 540).
| Pays ou région    | Box-office      | Date d'arrêt du box-office | Nombre de semaines |
| ----------------- | --------------- | -------------------------- | ------------------ |
| États-Unis Canada | 17 463 630 $    | 6 avril 2023               | 17                 |
| France            | 213 160 entrées | 9 mai 2023                 | 9                  |
| Total mondial     | 54 931 820 $    | -                          | -                  |

## Distinctions

### Récompenses
- Oscars 2023 : 
  - Meilleur acteur pour Brendan Fraser
  - Meilleurs maquillages et coiffures pour Adrien Morot, Judy Chin et Annemarie Bradley-Sherron
- Screen Actors Guild Awards 2023 : Meilleur acteur pour Brendan Fraser
- Critics' Choice Movie Awards 2023 : Meilleur acteur pour Brendan Fraser

### Nominations et sélections
- Mostra de Venise 2022 : sélection officielle, en compétition
- Golden Globes 2023 : meilleur acteur dans un film dramatique pour Brendan Fraser
- Oscars 2023 : meilleure actrice dans un second rôle pour Hong Chau
- Screen Actors Guild Awards 2023 : meilleure actrice dans un second rôle pour Hong Chau
- Critics' Choice Movie Awards 2023 :
  - Meilleure espoir pour Sadie Sink
  - Meilleur scénario adapté pour Samuel D. Hunter